# Wellington (Île-du-Prince-Édouard)
Pour les articles homonymes, voir Wellington (homonymie).
Wellington est un village canadien du comté de Prince dans l'Île-du-Prince-Édouard. Le village est à majorité francophone. Le village est situé dans la région Évangéline qui est constituée d'une forte concentration d'Acadiens de l'Île-du-Prince-Édouard. En fait, Wellington est considéré comme étant le centre de cette région, car il renferme la plupart des services.

## Démographie
| 2001 | 2006 | 2011 | 2016 |
| ---- | ---- | ---- | ---- |
| 382  | 401  | 409  | 415  |

## Services
Wellington renferme la plupart des services de la région Évangéline comme la Caisse populaire Évangéline, le bureau de poste, le Centre de santé Évangéline et le collège communautaire.
Le Centre provincial de formation des adultes de la société éducative de l'Île-du-Prince-Édouard est à Wellington depuis 1994.
Le bureau du Conseil exécutif de la Direction des affaires acadiennes et francophones de l'Île-du-Prince-Édouard est situé à Wellington. Les bureaux de la Société de développement de la Baie acadienne sont aussi à Wellington.

## Transports
La route 2 passe par Wellington. La route 117 relie Mont-Carmel à Wellington.

## Annexe